# Cogne
Cogne ist eine italienische Gemeinde mit 1310 Einwohnern (Stand 31. Dezember 2023) im Cogne-Tal, einem Seitental der Region Aostatal. Die Gemeinde liegt auf einer Höhe von 1534 m s.l.m. und hat eine Fläche von 212 km².
Cogne zählt zu den Tourismusorten in den Alpen, die sich im Programm Alpine Pearls zusammengeschlossen haben.

## Sprache
Die traditionelle Sprache im Cognetal ist ein Dialekt des Frankoprovenzalischen. Seit dem 16. Jahrhundert war das Französische die offizielle Amtssprache, seit 1948 beide das Französische und das Italienische.

## Geografie
Mit einem Gemeindegebiet von 213 Quadratkilometer ist Cogne die flächenmäßig größte Gemeinde des Aostatals. im Gebirge liegen fünf Seitentäler: Valnontey, Vallon de Grauson, Urtiertal, Valleille und Gimillan-Tal.
Die Siedlungslandschaft besteht aus den Ortsteilen (frz. hameaux) Veulla (Hauptort), Boutillères, Champlong, Crétaz, Épinel, Gimillan, Moline, Montroz, Lillaz und Valnontey.
Der Wildbach Grand Eyvia ist der Hauptfluss im Tal und ein rechter Seitenfluss der Dora Baltea. Das Cogne-Tal weist ein ausgedehntes Gebirgsbecken im Gran-Paradiso-Massiv auf, das durch eine lange Schlucht vom Haupttal der Dora Baltea getrennt ist. Im Tal liegt das kleine Städtchen Cogne, das durch den Erzbergbau an Bedeutung gewann. Der vergangene Eisenerzabbau ist im Alpinart dokumentiert, einem Bergwerkmuseum in einer ehemaligen Knappensiedlung.
Die linke, südwestliche Talseite liegt im Areal des Nationalparks Gran Paradiso.
Die Nachbargemeinden von Cogne sind Aymavilles, Brissogne, Champorcher, Charvensod, Fénis, Gressan, Locana (TO), Noasca (TO), Ronco Canavese (TO), Saint-Marcel, Valprato Soana (TO) und Valsavarenche.

## Tourismus

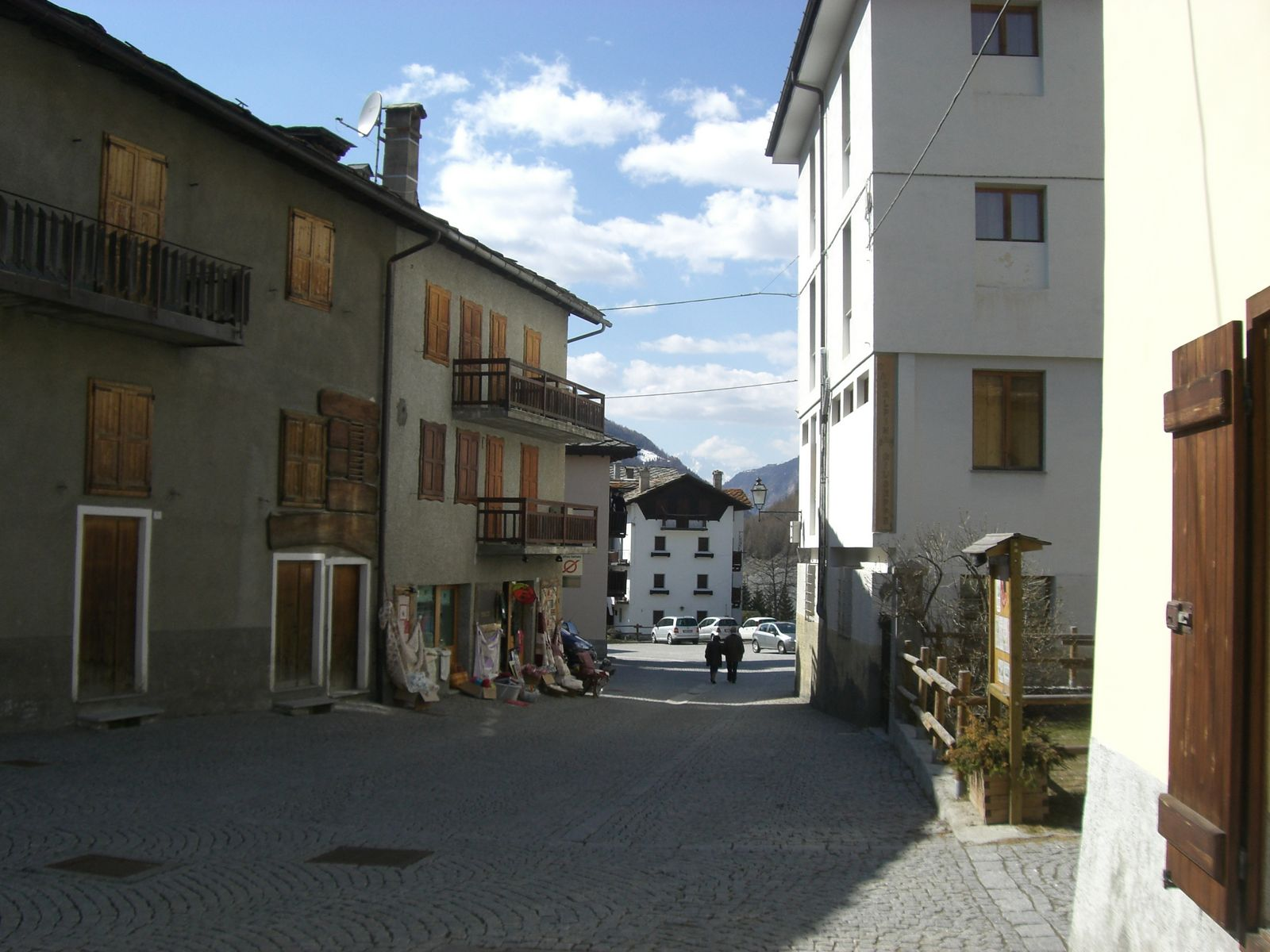
Rue docteur César-Emmanuel Grappein

Cogne ist Ausgangspunkt für Wanderungen im Bereich des Gran Paradiso und auf dem Fernwanderweg Haute route no. 2. Cogne ist Teil des Nationalparks Gran Paradiso. Vom Ortsteil Valnontey erreicht man die Schutzhütte Rifugio Vittorio Sella, von Lillaz aus das Rifugio Sogno di Berdzé al Péradzà.
Bei Cogne liegt ein kleines Skigebiet, das mit einem Skibus, einer Seilbahn bei Laydatré und zwei Sesselliften erschlossen ist.
Die Gemeinde ist seit 2011 Mitglied des touristischen Netzwerks Alpine Pearls, das sich für umweltverträglichen Tourismus einsetzt.

## Verkehr
Aus dem Tal der Dora Baltea führt von Aymavilles aus die Bergstraße Staatsstraße 507 durch die Grant Eyvia-Schlucht nach Cogne.
Von 1923 bis 1979 war die Bergwerksbahn Cogne-Eaux-Froides in Betrieb.

## Persönlichkeiten
- César-Emmanuel Grappein (1772–1855), Arzt und Politiker
- Léon-Clément Gérard (1810–1876), Geistlicher und Schriftsteller
- Anselme Perret (1866–1907), Schriftsteller
- Reine Bibois (1894–1976), Dialektdichterin
- Ranjar Nordensten, Bergwerksdirektor
- Vincenzo Perruchon, Skiläufer
- Joëlle Cunéaz, Skiläuferin und Journalistin